# Frombork
Frombork (niem. Frauenburg, hist. łac. Castrum Dominae Nostrae, „Zamek Naszej Pani”, Civitas Warmiensis, „Miasto Warmińskie”) – miasto na Warmii w woj. warmińsko-mazurskim, w powiecie braniewskim, siedziba gminy miejsko-wiejskiej Frombork. Jest położony na Równinie Warmińskiej, nad Zalewem Wiślanym, na północnym krańcu Wysoczyzny Elbląskiej. W miejscowości znajduje się port morski oraz morskie przejście graniczne.
Frombork leży zarówno na historycznej Warmii biskupiej, jak i na obszarze dawnej Warmii plemiennej. Uzyskał prawa miejskie w 1310. Utracił je po II wojnie światowej w 1945, aby ponownie uzyskać je w 1959. W latach 1954–1957 wieś Frombork należała i była siedzibą władz gromady Frombork do 1972 r. W 1958 r. wieś Frombork wyłączono z gromady, tworząc osiedle miejskie Frombork, któremu w 1959 r. nadano prawa miejskie. Po reformie administracji w 1973 utworzono gminę miejsko-wiejską Frombork. W latach 1975–1998 miasto administracyjnie należało do woj. elbląskiego.

## Historia

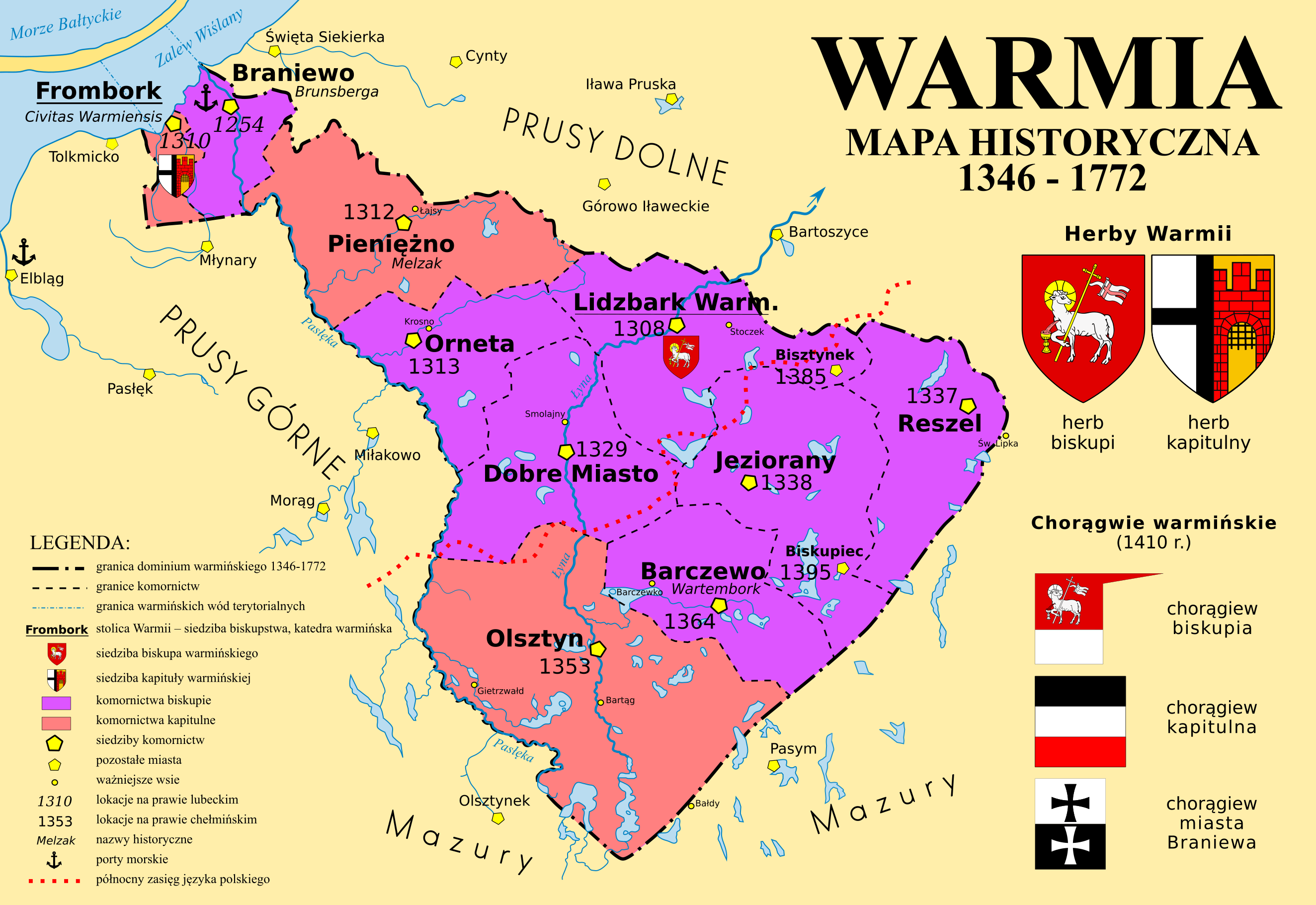
Mapa historyczna Warmii

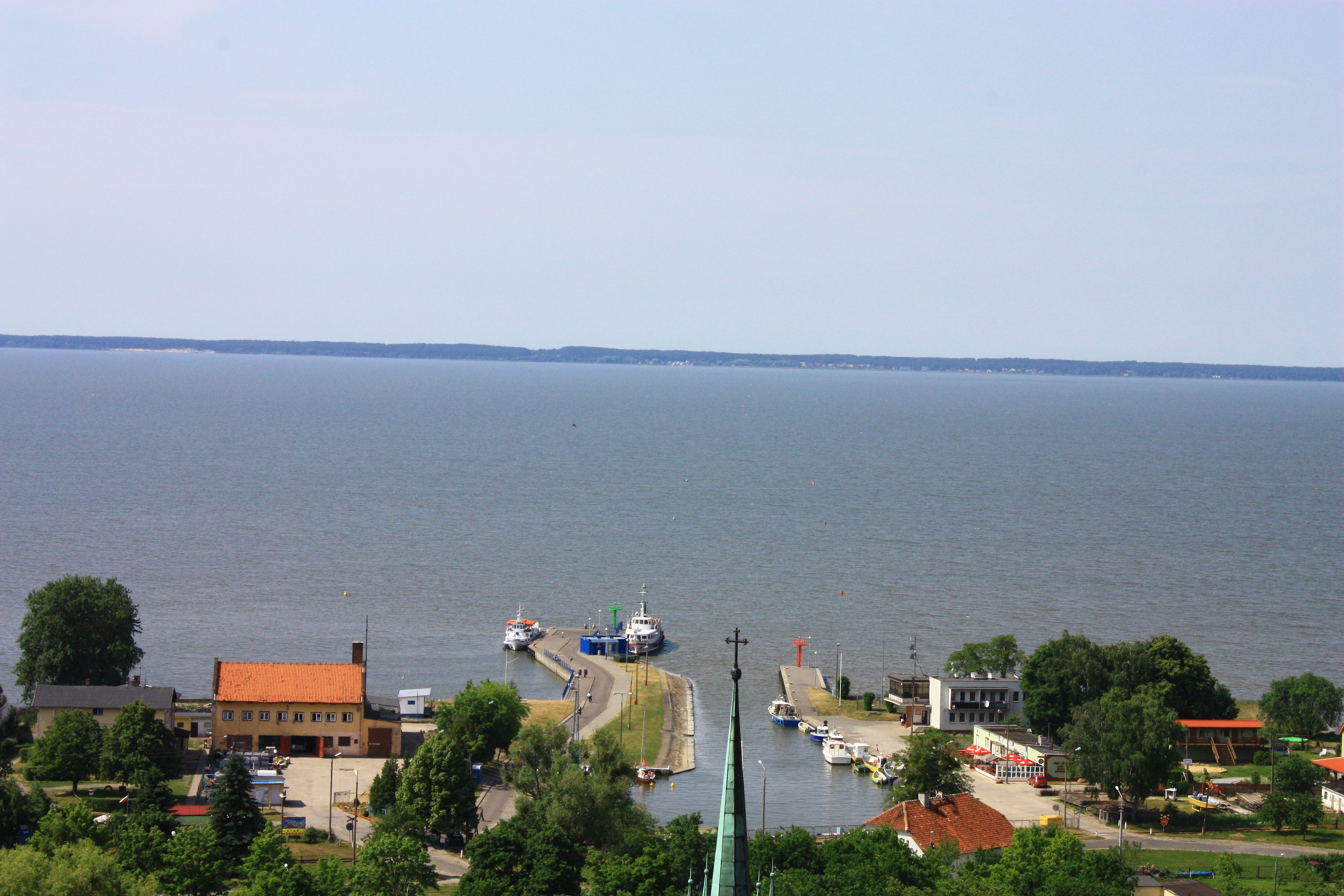
Widok w kierunku Zalewu Wiślanego, w oddali Mierzeja Wiślana (2014)

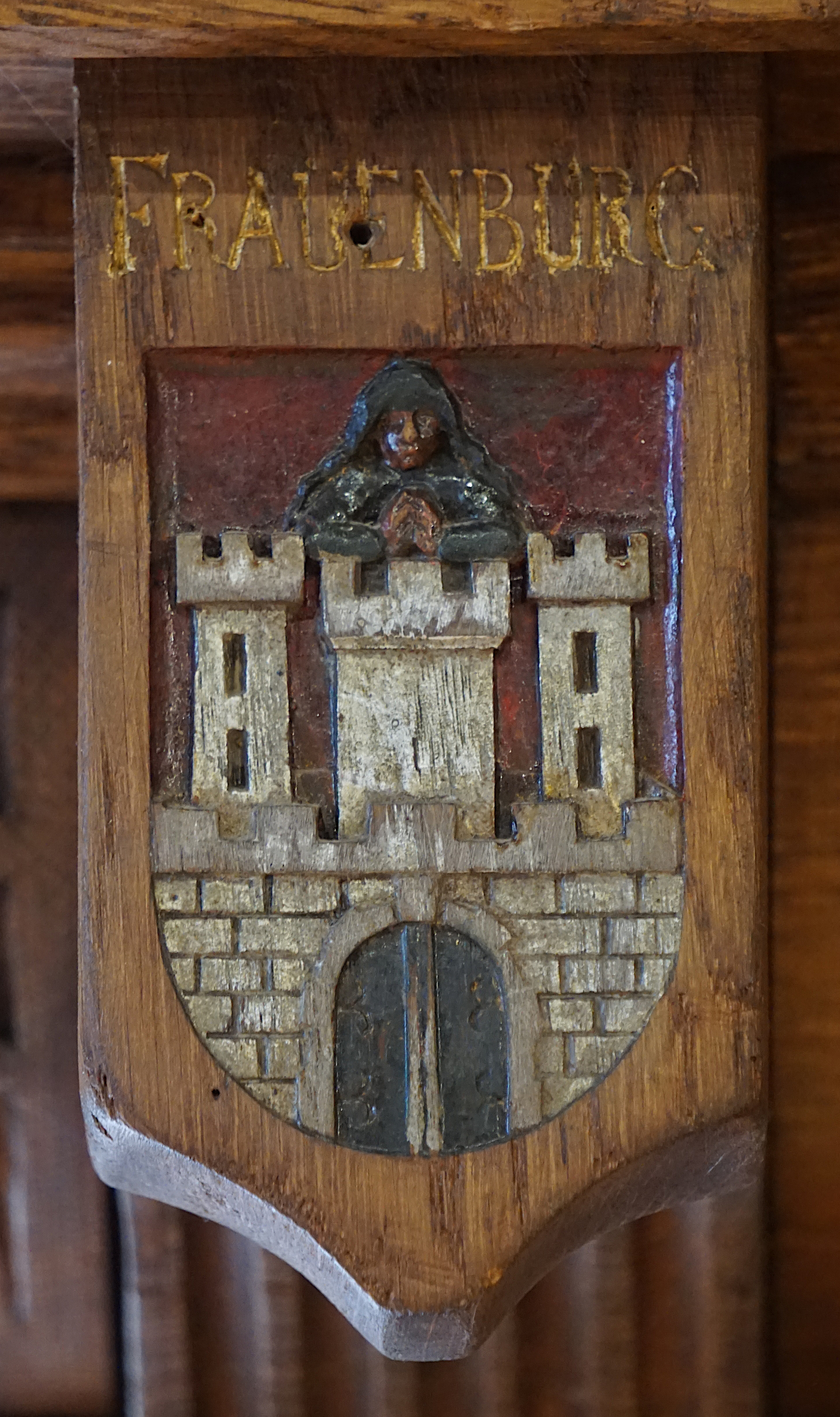
Herb Fromborka w sali plenarnej staromiejskiego ratusza w Gdańsku

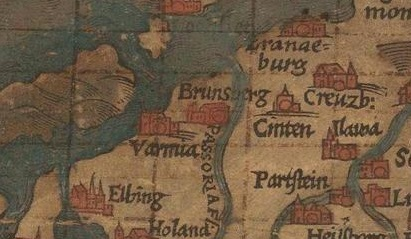
Frombork (jako Varmia) na mapie Polski z 1570

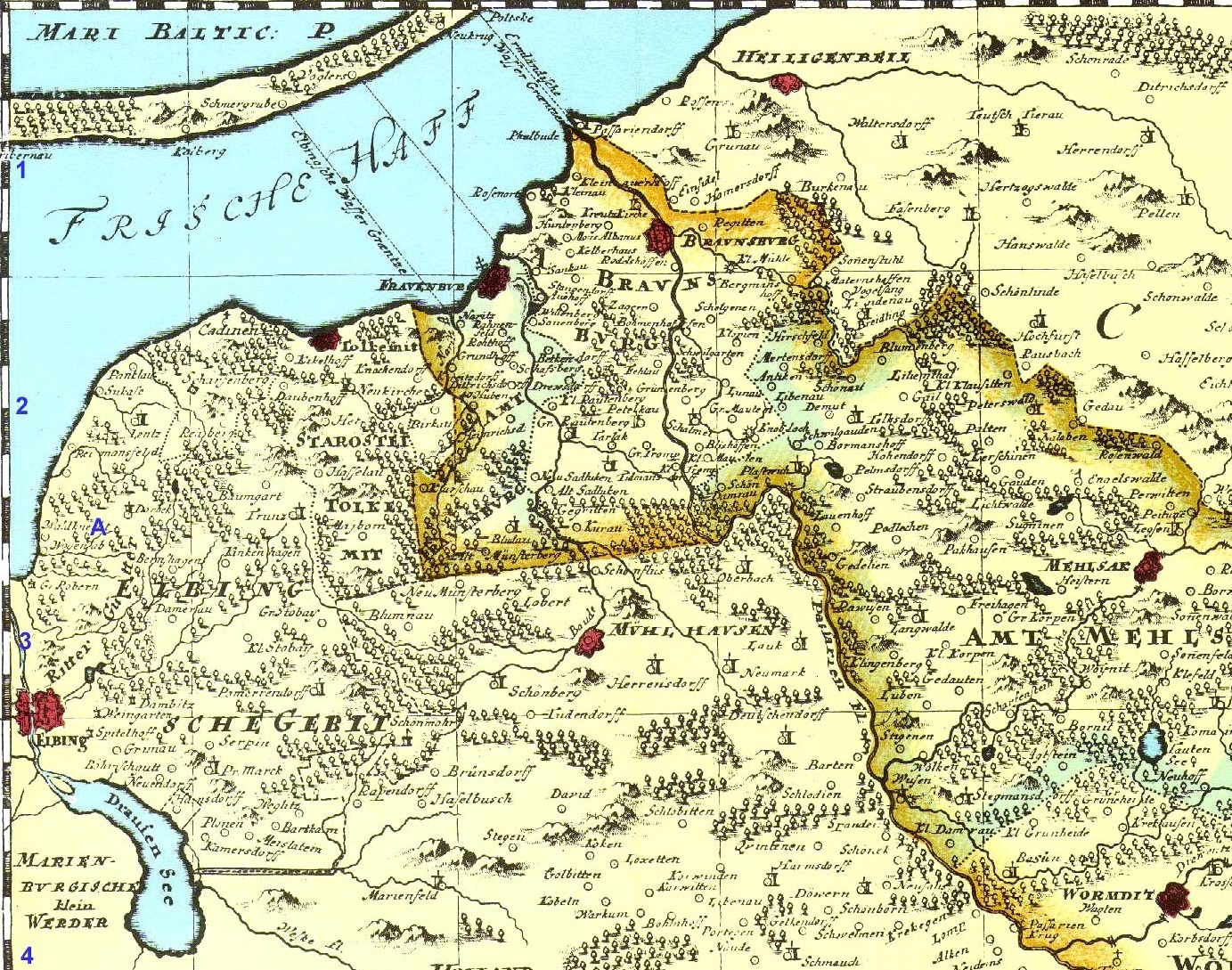
Frombork i Braniewo na „Mapie Świętej Warmii” z 1755

Pierwsza wzmianka źródłowa o formującym się u stóp Wzgórza miasteczku pochodzi z 1278. Badania archeologiczne nie potwierdziły istnienia tutaj wcześniejszego osadnictwa. Kiedy po kolejnym powstaniu Prusów w 1275 doszczętnie spalono katedrę w Braniewie, biskup warmiński Henryk Fleming postanowił przenieść kapitułę warmińską i wybudować tu katedrę. Nazwę miasta przyjęto od Najświętszej Marii Panny, patronki katedry. Osadnicy niemieccy nazywali je – Frauenburg (polska nazwa Frombork stanowi fonetyczne przyswojenie formy niemieckiej), a kanonicy warmińscy w swoich dokumentach pisali Castrum Dominae Nostrae – Gród Naszej Pani. Przywilej lokacyjny Frombork otrzymał 8 lipca 1310 od biskupa Eberharda z Nysy na prawie lubeckim. Znaczenie miasta podniosło wybudowanie w latach 1329–1388 katedry Wniebowzięcia Najświętszej Maryi Panny i św. Andrzeja. Początkowo miasto stanowiło własność biskupów warmińskich, od 1320 należało do kapituły warmińskiej. Zwane było wówczas Civitas Warmiensis (Miasto Warmińskie). Tak też było w istocie, gdyż Frombork był stolicą Warmii.
Powstały w wyniku tego wyboru w ostatniej ćwierci wieku XIII kompleks osadniczy składał się z dwóch, całkowicie od siebie niezależnych, jednostek: zespołu katedralnego na wzgórzu i miasta nad brzegiem Zalewu Wiślanego. Każda z nich posiadała odmienne podstawy prawne. Dopiero w końcu wieku XIX tarasy górny i dolny powiązano w jeden zespół, natomiast w 1926 Wzgórze Katedralne i miasto połączone zostały administracyjnie.
Od czasów założenia życie mieszkańców miasta wiązało się głównie z rybołówstwem i rolnictwem. Z biegiem lat powstawały tutaj warsztaty rzemieślnicze świadczące głównie usługi dla kanoników i służby kościelnej. Już w średniowieczu wymieniano funkcjonowanie we Fromborku cechów krawców, piekarzy, piwowarów oraz gildii rybackiej. Pod koniec XIV wieku wybudowano poszczególne wieże warowni, mimo umocnień miasto było niszczone podczas najazdów wojsk polskich w 1414 i krzyżackich w 1454 (mimo że biskup warmiński stał po ich stronie). Najazd w 1454 był odwetem za złożenie przez kapitułę hołdu. W 1455 Wzgórze Katedralne zostało zajęte przez czeskie oddziały zaciężne będące w służbie Kazimierza Jagiellończyka.
Na mocy pokoju toruńskiego z 1466 miasto wraz z całą Warmią weszło w skład Korony Królestwa Polskiego. We Fromborku przebywał Mikołaj Kopernik, który jako kanonik kapituły warmińskiej żył i pracował na Wzgórzu Katedralnym niemal nieprzerwanie od 1510 do dnia swojej śmierci w maju 1543. Właśnie tutaj Mikołaj Kopernik opracował De revolutionibus orbium coelestium (O obrotach sfer niebieskich) – dzieło, które odmieniło dotychczasowe pojęcia o wszechświecie. Zespół katedralny na wzgórzu stał się także miejscem pochówku astronoma. W 1520 miasto niszczy najazd Krzyżaków, jednak nie udaje im się opanować Wzgórza Katedralnego. Około 1540 powstała pod miastem pierwsza na Warmii huta szkła.

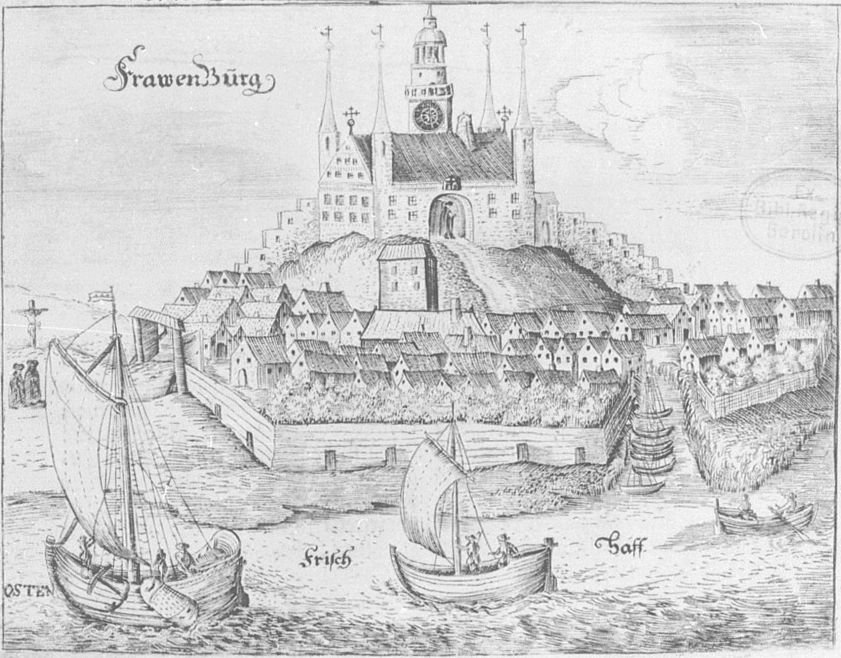
Frombork, rycina Krzysztofa Hartknocha z Altes und neues Preussen, 1684

Ponowne zniszczenia zabudowy miejskiej mają miejsce w czasie wojen szwedzkich, od 1626 miasto okupują wojska szwedzkie, które grabią skarbiec katedralny i wywożą do Szwecji księgozbiór biblioteki kapitulnej, w tym cenny księgozbiór kopernikański. W drugiej połowie wieku XVII upadek gospodarczy, w 1655 Karol Gustaw przyłącza Frombork do Szwecji. W 1703 wielki pożar niszczy całą zabudowę miasta m.in. ratusz, nietknięty pozostaje jedynie kościół farny.
W 1772, po I rozbiorze Rzeczypospolitej, miasto znalazło się w granicach Prus.
Na początku XIX w. ranga Fromborka jest tak niska, że jest on zaliczany do osad rybackich. Pewne ożywienie daje się zauważyć po 1837, kiedy przeniesiono tutaj siedzibę biskupstwa. Rozwój turystyki, który nastąpił w końcu wieku XIX, spowodowany m.in. uruchomieniem w 1899 Kolei Nadzalewowej, sprzyjał dalszemu rozwojowi miasteczka jako znaczącego już ośrodka turystyczno-wypoczynkowego. Powstało wówczas kilka hoteli, gospód i pensjonatów.

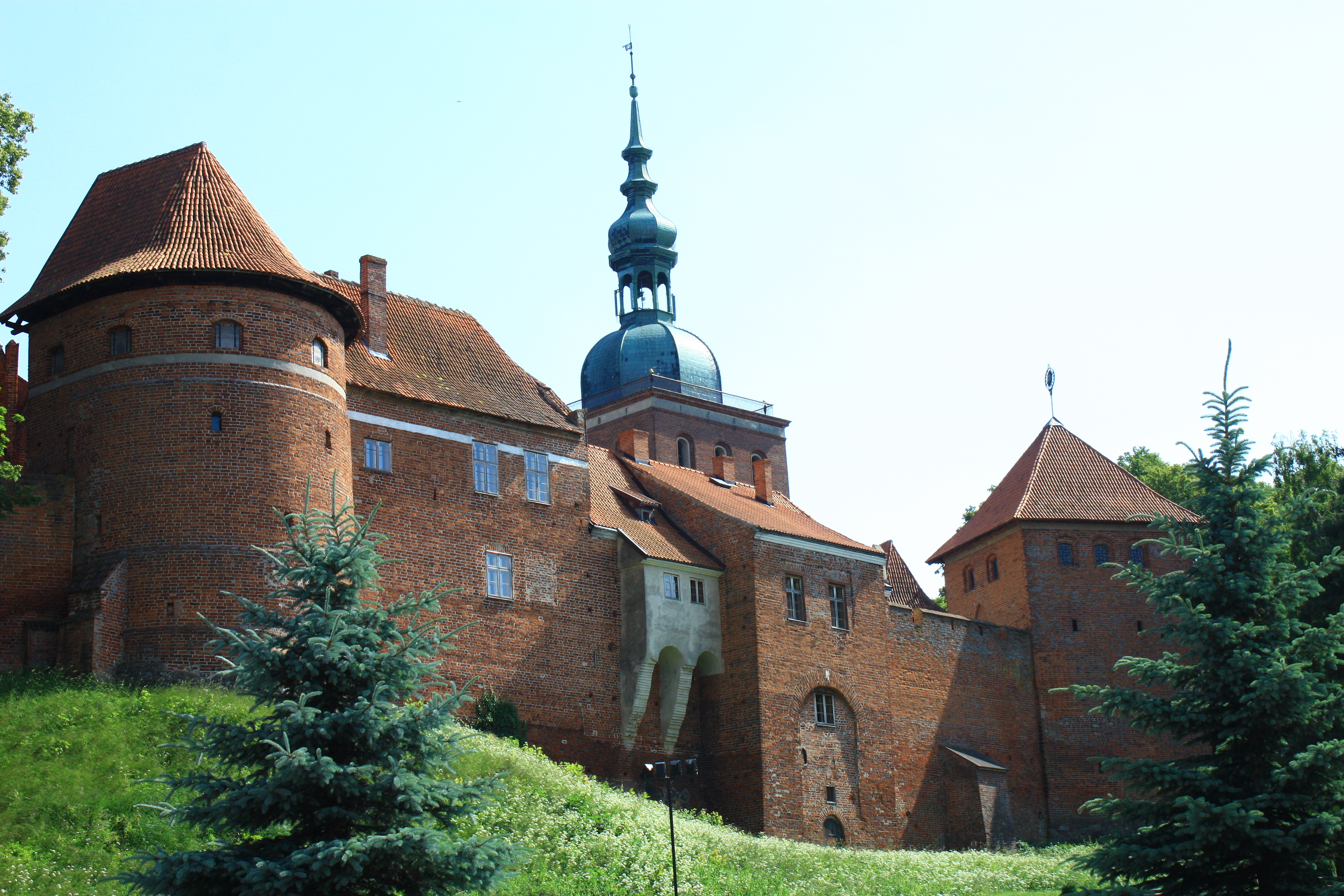
Zespół Wzgórza Katedralnego – Wieża Radziejowskiego i Kopernika

Po zakończeniu II wojny światowej w 1945 Frombork wrócił w granice Polski. Ludność pochodzenia niemieckiego została wysiedlona do Niemiec. Z powodu zniszczenia zabudowy i infrastruktury w 80% oraz niewielkiej liczby mieszkańców, Frombork pozbawiono praw miejskich.
W 1946 podjęto decyzję o zorganizowaniu Muzeum Mikołaja Kopernika. Udostępniono je zwiedzającym we wrześniu 1948. W 1959 Frombork odzyskał prawa miejskie.
W latach 1966–1973 prowadzono odbudowę Fromborka, w ramach akcji Związku Harcerstwa Polskiego pod kryptonimem „Operacja 1001-Frombork”. 2391 instruktorów i harcerzy za swoją nienaganną pracę, trwającą co najmniej trzy turnusy, otrzymało najwyższe wyróżnienie – tytuł Honorowego Obywatela Fromborka (HOF). „Operacja 1001-Frombork” przygotowywała obchody 500. rocznicy urodzin Kopernika. Przy odbudowie Fromborka pomagali również konserwatorzy zabytków.

## Demografia

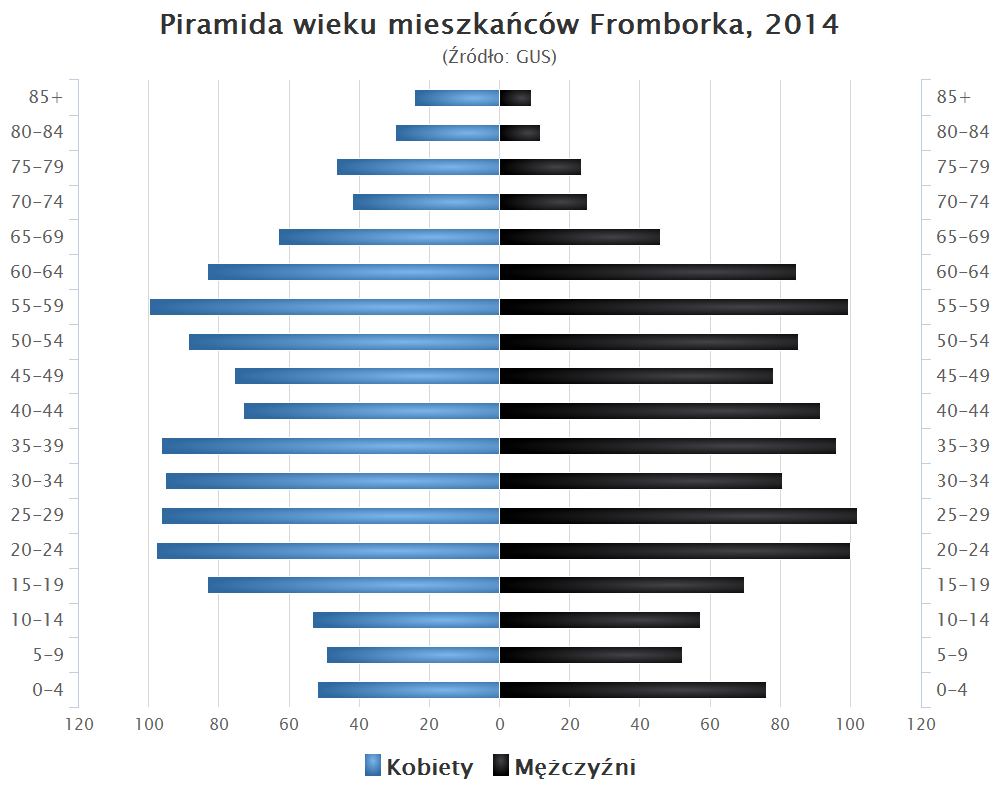
Piramida wieku mieszkańców Fromborka w 2014

## Zabytki

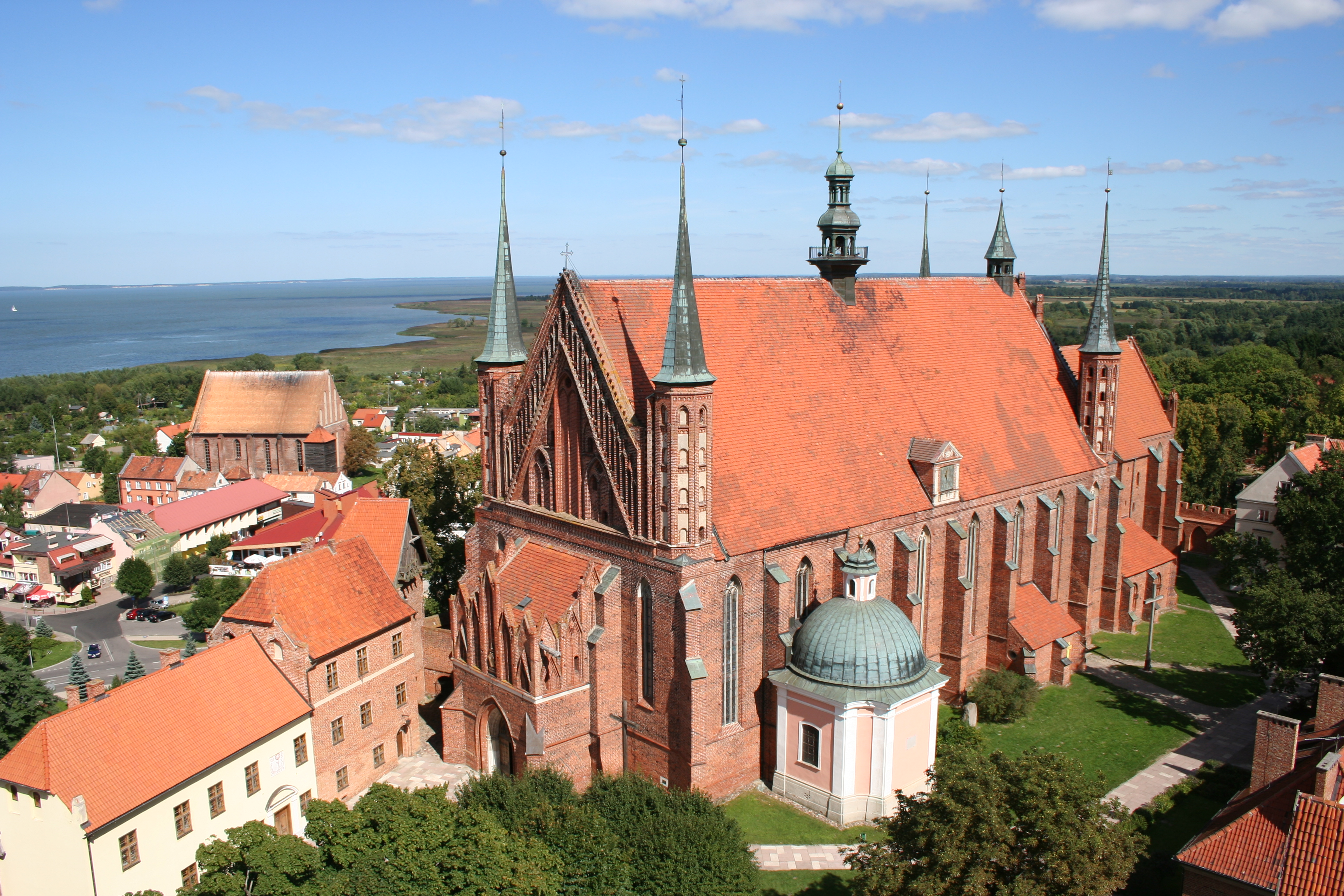
Bazylika archikatedralna Wniebowzięcia Najświętszej Maryi Panny i św. Andrzeja

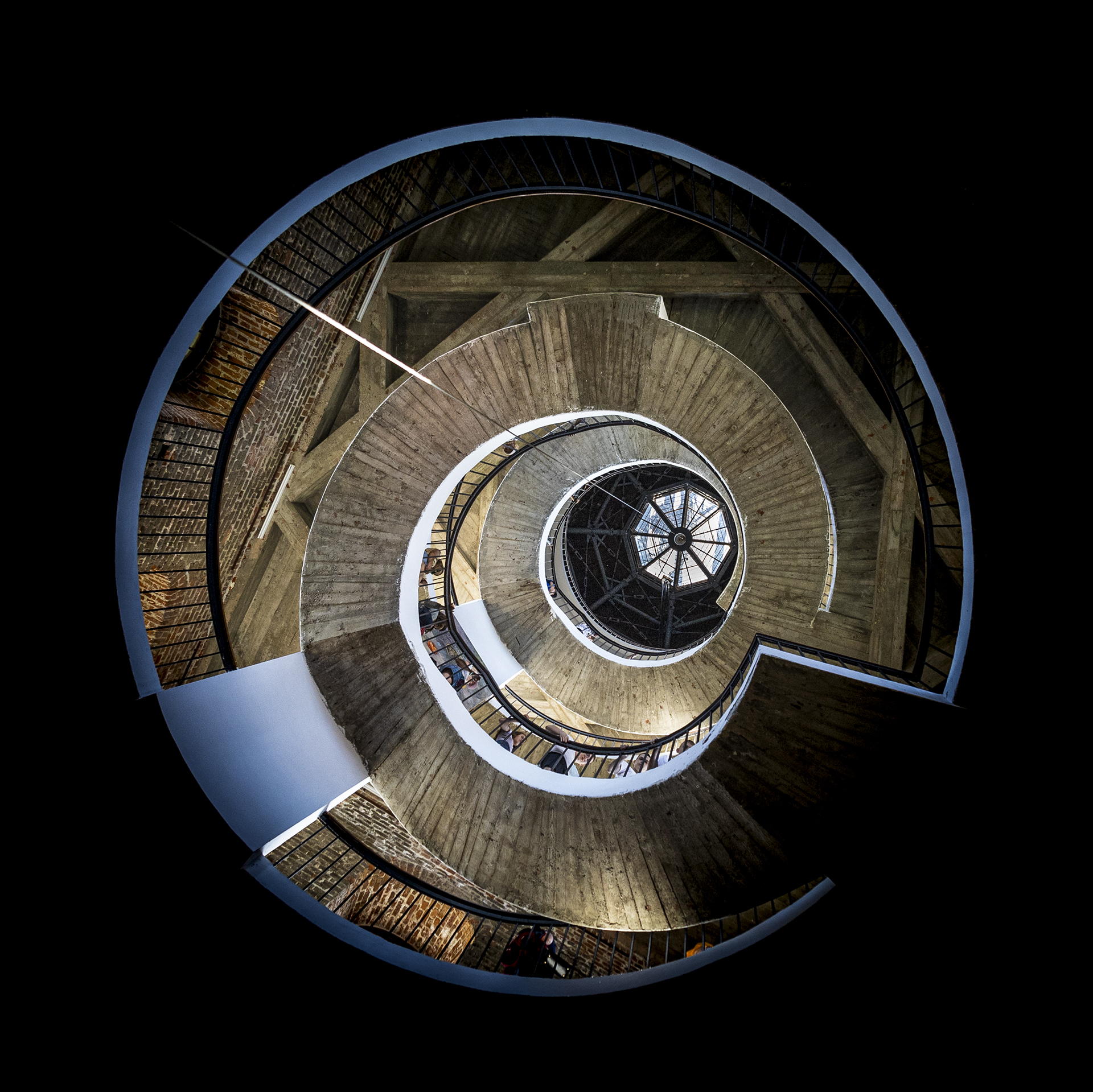
Wnętrze Wieży Radziejowskiego w zespole Wzgórza Katedralnego

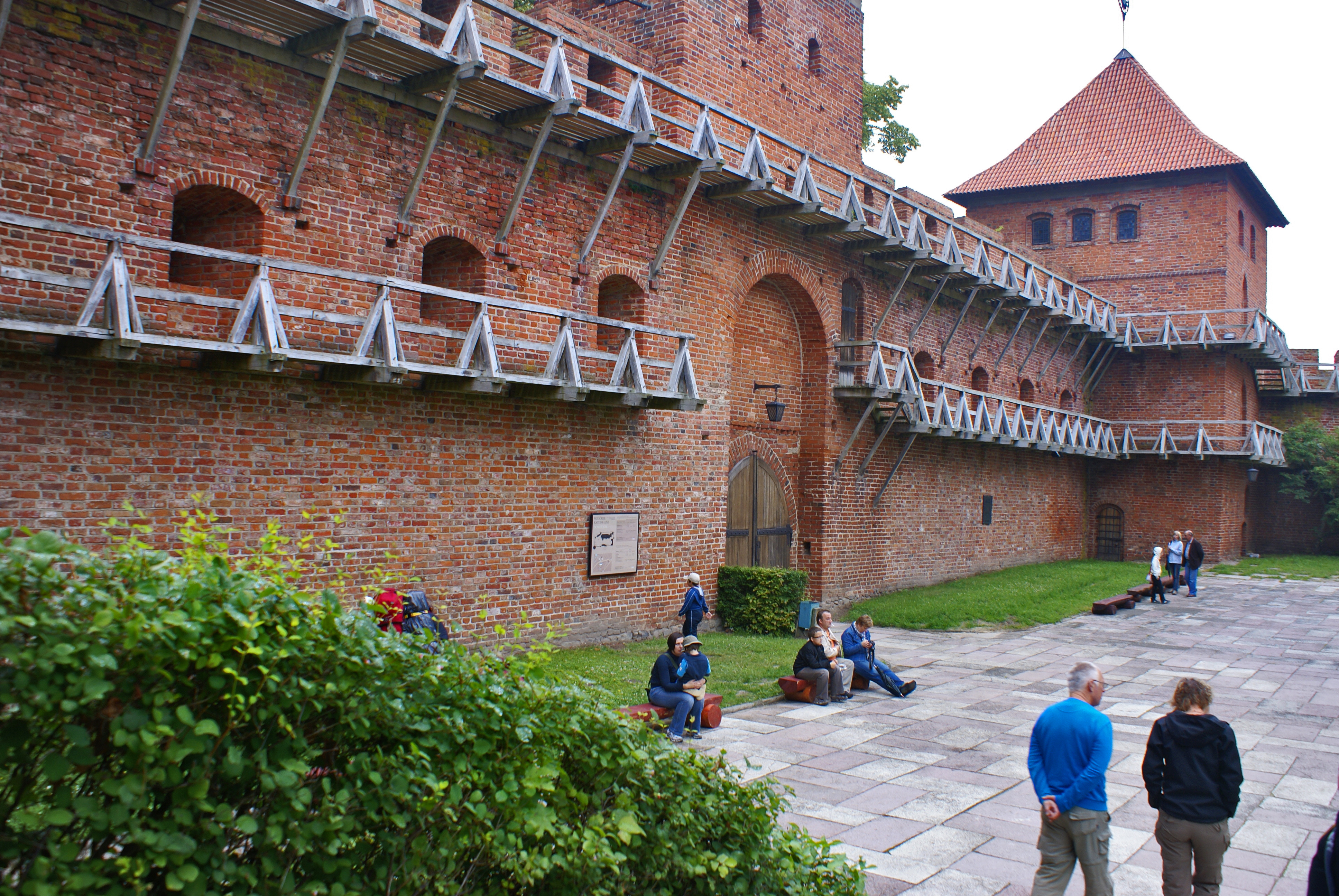
Brama zachodnia oraz Wieża Kopernika w zespole Wzgórza Katedralnego

- Zespół katedralny na wzgórzu złożony z katedry i obwarowań katedralnych (muru obronnego o wysokości 10 m z 6 basztami i 2 wieżami), otoczony budynkami dawnych kanonii (Muzeum Pomnika Historii Frombork Zespół Katedralny)
  - Bazylika Archikatedralna Wniebowzięcia NMP i św. Andrzeja
  - Wieża Radziejowskiego (dawna dzwonnica), w której znajduje się wahadło Foucaulta. Mury oktagonalnej wieży są najgrubszymi w Polsce, mają 7 metrów grubości. W 1685 biskup Radziejowski wzniósł na niej czworoboczną, dwupoziomową dzwonnicę z galeryjką widokową na wys. 70 m n.p.m. i barokowym hełmem[16].
  - Wieża Kopernika, niesłusznie uważana za jego dawne obserwatorium, a w rzeczywistości będąca jego formalnym mieszkaniem wewnątrz murów obronnych zespołu katedralnego na wypadek wojny
  - Muzeum Mikołaja Kopernika (dawny pałac biskupi)
  - 6 kanonii zewnętrznych z XVII-XVIII w.: 
    - kanonia pod wezwaniem św. Stanisława Kostki zbudowana na fundamentach starszego budynku należącego do Kopernika i będącego jego codziennym mieszkaniem,
    - kanonia pod wezwaniem św. Michała,
    - kanonia pod wezwaniem św. Pawła,
    - kanonia pod wezwaniem Matki Boskiej Wniebowziętej
    - kanonia pw. św. Ignacego
    - kanonia pw. św. Piotra
- Cmentarz kanonicki
- Nowy pałac biskupi
- Dawny kościół parafialny św. Mikołaja
- Zespół poszpitalny św. Ducha i kaplica św. Anny – Muzeum Historii Medycyny
- Poewangelicki kościół św. Wojciecha
- Kapliczka przydrożna św. Jerzego przy ul. Braniewskiej
- Kapliczka przydrożna pod wezwaniem św. Józefa
- Baszta Żeglarska z XV w. (fundamenty i ściany przyziemia, powyżej historyzująca nadbudowa z lat 80. XX w.)
- Wieża wodociągowa z XVI w., przebudowana w XVII-XVIII w.
- Kanał wodny (Kanał Kopernika) z początku XIV w.[17]
- Stare schronisko młodzieżowe przy Elbląskiej 11
- Dom przy Błotnej 2
- Domy z XVII-XVIII w.

## Transport
W miejscowości jest przystanek kolejowy Frombork.
Przez miasto przechodzą drogi:
- 504 Elbląg – Milejewo – Pogrodzie – Frombork – Braniewo
- 505 Pasłęk – Frombork

Do Fromborka można przypłynąć z mola w Krynicy Morskiej tramwajem wodnym przez Tolkmicko lub statkiem.

## Wspólnoty religijne

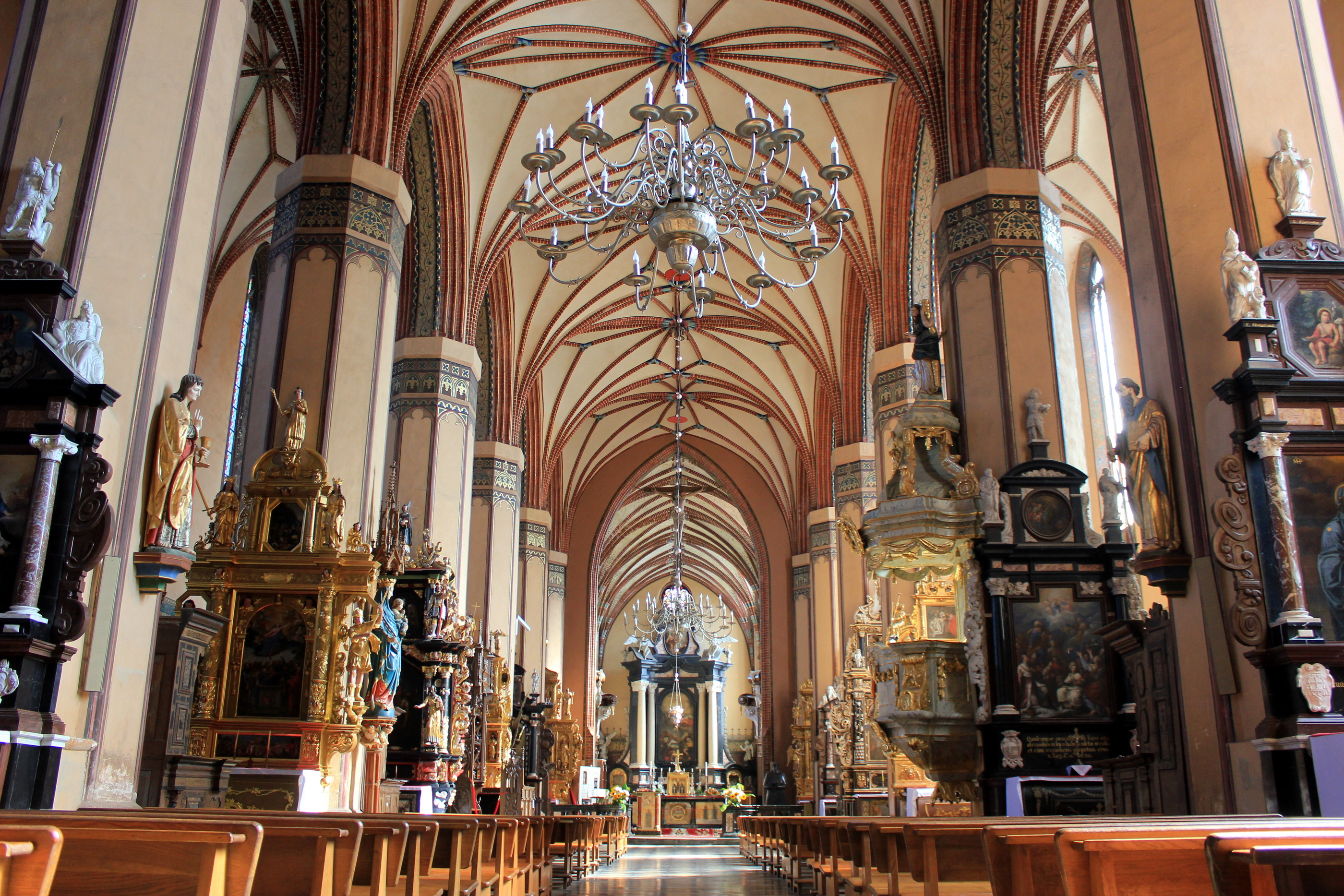
Wnętrze archikatedry

Na terenie miasta działalność duszpasterską prowadzą:
- Kościół rzymskokatolicki:
  - Parafia archikatedralna Wniebowzięcia Najświętszej Maryi Panny i św. Andrzeja Apostoła[18]
- Kościoła Zielonoświątkowy:
  - Zbór Chrystusa Zbawiciela[19]

## Kultura
Co roku w mieście odbywa się Międzynarodowy Festiwal Muzyki Organowej.
Miejscowość przedstawiona została w powieści i jednym filmie. We Fromborku i okolicach toczy się akcja powieści Zbigniewa Nienackiego z serii Pan Samochodzik zatytułowana Pan Samochodzik i zagadki Fromborka. W miejscowości tej toczy się także akcja polskiego filmu Królowa pszczół.

## Turystyka

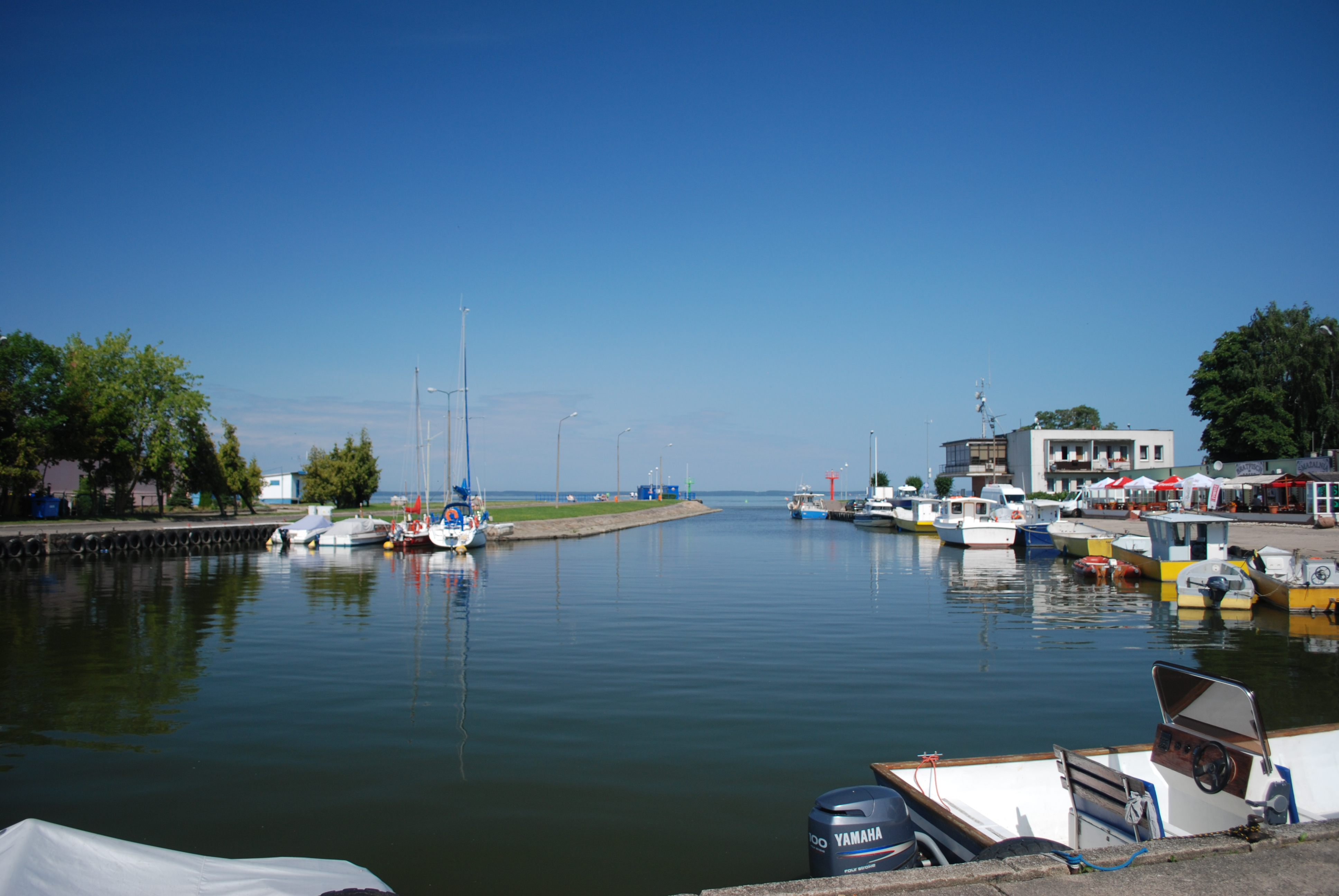
Port we Fromborku

Turystyka jest głównym źródłem dochodu mieszkańców Fromborka. Głównymi atutami tego miasta są: zabytki, spokój oraz dobre zaplecze hotelowo-gastronomiczne. Miasto jest również dobrą bazą turystyczną do wycieczek w okolice Fromborka. Główne atrakcje turystyczne miasta i okolic to rejsy po Zalewie Wiślanym z połączeniem z Krynicą Morską, punkty widokowe, umocnienia pozostałe po II wojnie światowej, planetarium i obserwatorium astronomiczne. Planetarium znajduje się w ośmiobocznej wieży na wzgórzu katedralnym (tzw. oktogonie), posiada kopułę o średnicy 8 m mieszczącą 81 widzów. W obiekcie prezentowane są popularnonaukowe seanse astronomiczne.

## Obszar ochrony uzdrowiskowej
13 stycznia 2015 Rada Ministrów podjęła decyzję o nadaniu Fromborkowi oraz sołectwom Bogdany i Ronin statusu obszaru ochrony uzdrowiskowej („Obszar Ochrony Uzdrowiskowej Frombork”). Badania Państwowego Zakładu Higieny potwierdziły, że wody chlorkowo-sodowe wydobywane w tutejszym odwiercie Frombork IGH-1 mogą być stosowane do zabiegów profilaktycznych, leczniczych i rehabilitacyjnych. Decyzja ta stwarza szansę – po stworzeniu odpowiedniej infrastruktury – na zostanie drugą w województwie warmińsko-mazurskim (po Gołdapi) miejscowością uzdrowiskową.

## Ochrona przyrody
Północna część miasta znajduje się w obrębie obszarów Natura 2000 Zalew Wiślany i Mierzeja Wiślana (PLH280007) SOO oraz Zalew Wiślany (PLB280010) OSO.
Na terenie miasta znajduje się 10 pomników przyrody:
| Nr  | Lokalizacja                                                                            | Nazwa           | Obwód przy powołaniu [cm] | Nr ew. | Rok powołania | Zdjęcie |
| 1.  | w okolicy Muzeum Mikołaja Kopernika                                                    | dąb szypułkowy  | 706                       | 240/57 | 1957          |         |
| 2.  | przy skrzyżowaniu ul. Krasickiego i Katedralnej                                        | jesion wyniosły | 445                       | 241/57 | 1957          |         |
| 3.  | 100 m od skrzyżowania ul. Krasickiego i Katedralnej                                    | jesion wyniosły | 356                       | 242/57 | 1957          |         |
| 4.  | przy skrzyżowaniu ul. Krasickiego i Katedralnej koło kapliczki                         | dąb szypułkowy  | 437                       | 48/92  | 1992          |         |
| 5.  | park przy cmentarzu przy ul. Sanatoryjnej                                              | buk zwyczajny   | 318                       | 49/92  | 1992          |         |
| 6.  | park przy cmentarzu przy ul. Sanatoryjnej                                              | klon zwyczajny  | 317                       | 50/92  | 1992          |         |
| 7.  | przy skrzyżowaniu ul. Krasickiego i Katedralnej koło kapliczki                         | dąb szypułkowy  | 280                       | 1/93   | 1993          |         |
| 8.  | ul. Katedralna 10, koło Duszpasterstwa                                                 | buk zwyczajny   | 314                       | 237/96 | 1996          |         |
| 9.  | ul. Braniewska przy kapliczce, 30 m od skrzyżowania z ul. Związku Harcerstwa Polskiego | klon zwyczajny  | 280                       | 238/96 | 1996          |         |
| 10. | ul. Katedralna 9, teren Zespołu Szkół                                                  | jesion wyniosły | 308                       | 239/96 | 1996          |         |

## Miasta partnerskie
- Sucha Beskidzka
- Kozłowa Ruda
- Szypliszki
- W związku z inwazją Rosji na Ukrainę, w dniu 24 marca 2022 Rada Miejska we Fromborku podjęła uchwały o zawieszeniu współpracy partnerskiej z miastem Swietłyj (Federacja Rosyjska)[24] oraz z miastem Miadzioł (Republika Białorusi)[25].

## Sport
We Fromborku działa klub piłkarski KS „Zalew” Frombork (klasa okręgowa, grupa warmińsko-mazurska II).

## Odznaczenia
- Order Odrodzenia Polski III klasy (1979)[26]